# Phare de Seroe Colorado
Le phare de Seroe Colorado  ou phare de Colorado Point est un phare actif situé près de Sint Nicolaas à la pointe sud-est de l'île d'Aruba, Territoire néerlandais d'outre-mer des Pays-Bas.
Il est géré par l'Aruba Ports Authority.

## Histoire
Le premier phare , mis en service en 1881, était situé sur une colline de Baby Beach dans une tour en bois. Il fonctionnait à l'époque avec une lampe à huile  entretenu par un gardien de phare. Sa portée était d'environ 9 milles marins (environ 17 km)  marquait les hauts-fonds à la pointe sud d'Aruba.
En 1924, la structure en bois a été remplacée par une tour en maçonnerie de 11 m de haut et la lanterne  était dotée d'une lentille de Fresnel. le phare avait une portée d'environ 18 milles marins  (environ 33 km) et pouvait même être vue depuis la péninsule de Paraguaná au Venezuela. En 1937, l'énergie électrique a remplacé les lampes à huile. Pendant la Seconde Guerre mondiale, le phare a été éteint pour protéger la raffinerie d’Aruba contre les attaques de sous-marins allemands.
Aujourd'hui, il n'y a qu'une simple construction en acier. Il a été construit après la seconde guerre mondiale.

## Description
Ce phare est une lanterne cubique en acier montée sur un poteau métallique ci tour cylindrique à claire-voie, avec une double galerie et lanterne de 8 m de haut. Il émet, à une hauteur focale de 51 m, un long éclat blanc, rouge et vert selon secteurs d'une seconde par période de 6 secondes. Sa portée est de 21 milles nautiques (environ 39 km).
Identifiant : ARLHS : ARU-002 - Amirauté : J6368 - NGA : 15960 .
|       |
| Aruba |

### Lien connexe
- Liste des phares du Territoire néerlandais d'outre-mer